# 李琢
李琢（?—?），唐朝陇右临洮人，李晟的孙子，李聽的儿子。
李琢以家世历任义昌节度使、平卢节度使、镇海节度使，没有大功，不被士大夫称道。李从晦为常州刺史，镇海军节度使李琢表彰其政，赐金紫。李琢被罢浙西镇海节度使，因和李景让住在同里前去拜见。李景让避而不见，在李琢离去后命人砍断他上马时踩过的踏脚石。大中年间，李琢向令狐滈行贿，令狐滈为令狐綯之子，贪墨李琢的钱，使李琢为安南都护、安南经略使。他贪墨自私，用斗盐交换一牛。当地夷人不堪，勾接南诏将段酋迁攻克安南都护府，号称白衣没命军。李琢在安南，上奏罢除防冬兵六千人。咸通三年（862年）冬，南诏攻克交州。令狐綯用李琢免官，不久起为寿州团练使，萧仿弹劾李琢不改复官。直到咸通六年（865年）秋，高骈收复安南府。
乾符三年（876年）十二月，陈许忠武军节度使崔安潜为诸道行营都统，宫苑使李琢为诸军行营招讨草贼使，攻打黄巢。乾符六年（879年）四月，太府卿李琢为蔚、朔招讨都统。广明元年（880年）四月，唐僖宗以检校吏部尚书、前太常卿、上柱国、陇西郡开国公、食邑三千户李琢为光禄大夫、检校尚书右仆射、御史大夫，充蔚朔等州诸道行营都招讨使，他表奏诸葛爽为北面招讨副使。东北面行营李孝昌、李元礼、王重盈、朱玫等兵马及忻州、代州土团，都受李琢节制。以内常侍张存礼充都粮料使，判官崔鋋充制置副使。率兵数万屯代州，讨伐沙陀。六月，代北行营招讨使李琢、幽州节度使李可举、吐浑首领赫连铎等军在云州讨伐李克用。李克用派大将军傅文达守蔚州，高文集守朔州。吐浑赫连铎派人劝说高文集归朝，朔州刺史高文集与沙陀首领李友金、萨葛都督米海万、安庆都督史敬存将傅文达绑送李琢。七月，沙陀三部落李友金等开门迎大军，李克用来赴援，被李可举击败在药儿岭。李琢、赫连铎进攻蔚州，李国昌与李克用诸兄弟北奔达靼部。李琢改任河阳三城节度使，因为逗留不前，转任刺史，去世。